# Chris Capuano
Christopher Frank „Chris“ Capuano (* 19. August 1978 in West Springfield, Massachusetts) ist ein ehemaliger US-amerikanischer Baseballspieler in der Major League Baseball (MLB). Linkshänder Capuano spielte auf der Position des Starting Pitchers.

## Karriere
Chris Capuano wurde im MLB Draft 1999 als Spieler Nummer 238 in der achten Runde von den Arizona Diamondbacks ausgewählt und spielte fortan für das Franchise in den Minor Leagues. Bei der Baseball-Weltmeisterschaft 2001 in Taipeh war er Teil der US-amerikanischen Nationalmannschaft, die bei diesem Turnier die Silbermedaille gewann. Im Mai 2002 musste sich Capuano der bei Pitchern relativ häufig notwendigen und langwierigen Tommy John Surgery unterziehen, nachdem ihm ein Band der Elle gerissen war.

## Arizona Diamondbacks
Ziemlich genau ein Jahr nach der Operation, im Mai 2003, gab er sein Debüt in der MLB, in der er für Arizona insgesamt neun Spiele bestreiten sollte, bevor er zur Spielzeit 2004 zu den Milwaukee Brewers wechselte.

## Milwaukee Brewers
Nach dem Trade im Dezember 2003 bekam Capuano auch in Milwaukee relativ wenige Einsätze für einen Starting Pitcher. Nach nur 17 Starts 2004 gelang ihm in der Saison 2005 der Durchbruch. Mit 18 Wins konnte er einen Wert erreichen, den seit 1987 kein Pitcher der Brewers vorweisen konnte. Auch 2006 zeigte Capuano starke Leistungen und wurde folgerichtig zum MLB All-Star Game eingeladen.
Nachdem Capuano 2007 fünf Spiele in Folge gewinnen konnte, folgte eine Negativserie, in der die Brewers 22 Spiele in Folge verloren, in denen Capuano pitchte. Diese schwachen Leistungen und die zweite Tommy John Surgery seiner Karriere führten dazu, dass Capuano lange keinen Platz mehr im Major League Team der Brewers bekam.
Capuano musste bis Juni 2010 warten, bis er nach der erneuten Zeit in den Minor Leagues wieder in der MLB starten durfte. Am 3. Juli 2010 konnte er seine Zeit bei den Brewers mit einem Win gegen die Florida Marlins beenden, nachdem er zuvor 26 Spiele in Folge verlor.

## New York Mets
Zur Saison 2011 unterschrieb Capuano einen Vertrag über eine Spielzeit bei den New York Mets, die ihm ein Festgehalt von 1,5 Mio. US-Dollar zusichern.